# Pigeon Lake (Wisconsin)
Der Pigeon Lake ist ein Stillgewässer im Manitowoc County. 
Er liegt etwa in der Mitte der Luftlinie zwischen Manitowoc und Kiel in der Nähe von Town of Liberty.
Seine Fläche beträgt 86 Acre (34,8 Hektar) und die Länge des Ufers 1,6 Meilen (2,57 Kilometer). Die mittlere Tiefe ist 20 Fuß (6 Meter), im Maximum 60 Fuß (18,3 Meter). Der Boden des Sees ist im Wesentlichen Humus mit ca. 15 Prozent Kies. Das östliche Ufer ist steiler als das westliche. Der öffentliche Zugang ist im Nordosten. Der See ist bekannt für die Nutzung mit Booten und für die Sportart Wasserski. Auch wird er intensiv zum Fischen genutzt. Zu den wichtigsten Fischarten zählen Glasaugenbarsch, Hecht und Forellenbarsch.
In den Sommermonaten wird Algenblüte festgestellt, die mit einer Secchi-Scheibe überwacht wird. Als invasive Spezies wurden Krauses Laichkraut, Ähriges Tausendblatt und die Wandermuschel beobachtet.